# アラモアナセンター
アラモアナセンター（Ala Moana Center） は、アメリカ合衆国ハワイ州ホノルルアラモアナにあるショッピングセンターである。「アラモアナ・ショッピングセンター」とも通称される。

## 概要
4つのデパートや高級ブランドのブティックから、スーパーマーケットや薬局、各国料理のレストランやフードコート、アラモアナホテルまで多数の店舗が営業している世界最大のオープンエアのショッピングモールであり、2018年10月現在で361の店舗が入居している。アラモアナセンターは一時、アメリカ最大のショッピングモールであったこともある。
アラモアナセンターの所在するホノルル市アラモアナ地区はかつて湿地帯と池であり、アヒルの養殖などが行われていた。アラモアナセンターはこの地に、1959年10月に開業した。
開業時には東急グループ出資による白木屋がセンターに出店、当時アメリカ50番目の州になったばかりだったハワイに新設された商業施設への投資の先陣をきったことを評価したハワイ州議会は東急グループと白木屋を称える決議を表明している。
アラモアナセンターは1982年、ダイエーの子会社、DEインベストメント社によって、隣接するビルとともに約3億3,000万ドルで買収された。これは、1980年代後半のバブル期まで続いた日本企業におけるハワイ投資ブームの先駆けであった。1995年にダイエーは株の全取得を行い子会社化、1999年夏になるとシカゴを拠点とするGGP社がダイエーから所有権を取得、この際の売買価格は約8億ドルだったとされる。
白木屋を展開していた東急百貨店は2001年にタイを除く海外事業から撤退、アラモアナセンターで「白木屋」として営業していた店舗は、同年に現地幹部従業員が東急百貨店から僅か1ドルで譲渡を受けて事業を継続しているものであった。コロナ禍の影響で2020年に撤退した。2022年には日本食スーパーチェーンの「ニジヤマーケット」がオープンした。

## テナント

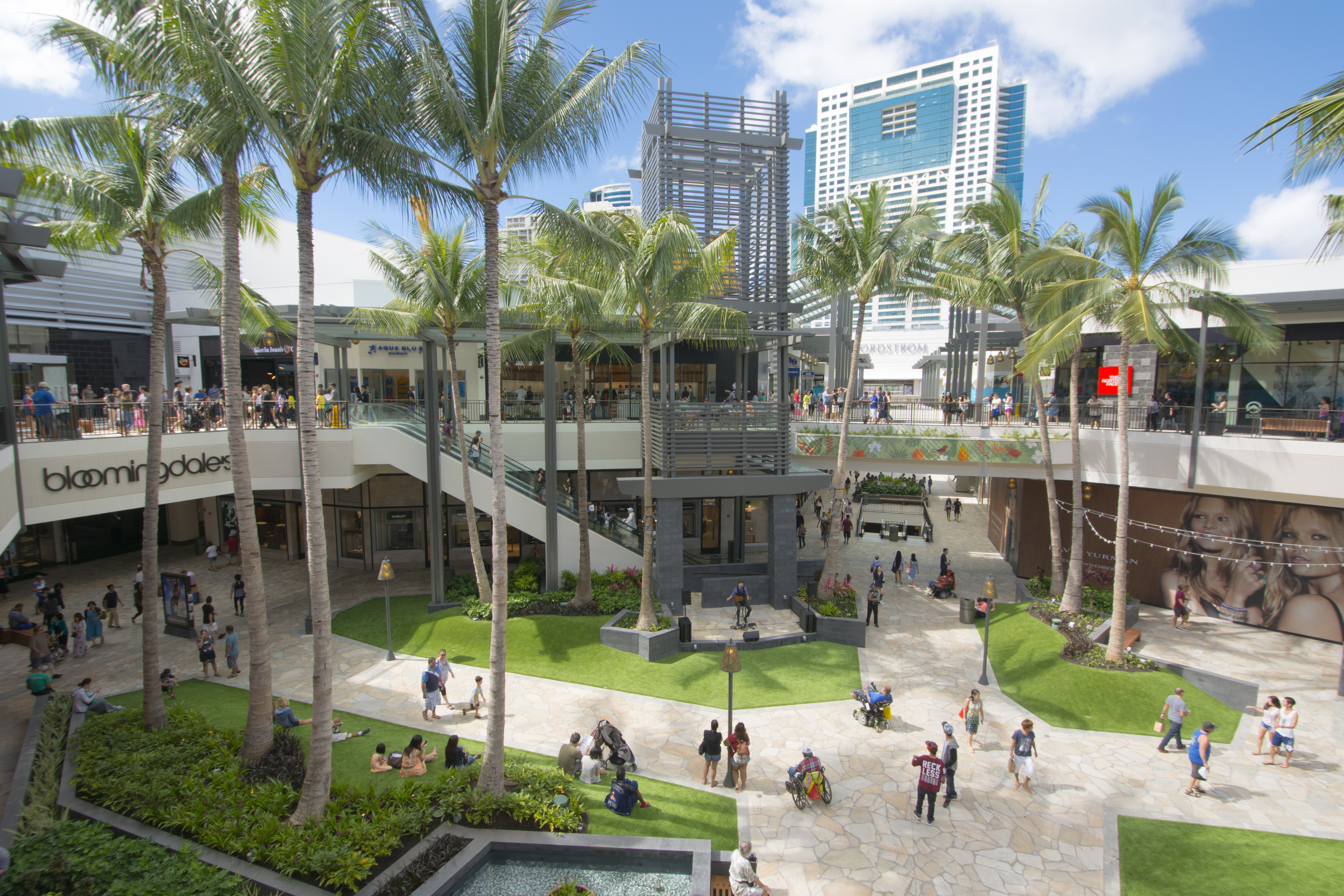
エワ・ウィング

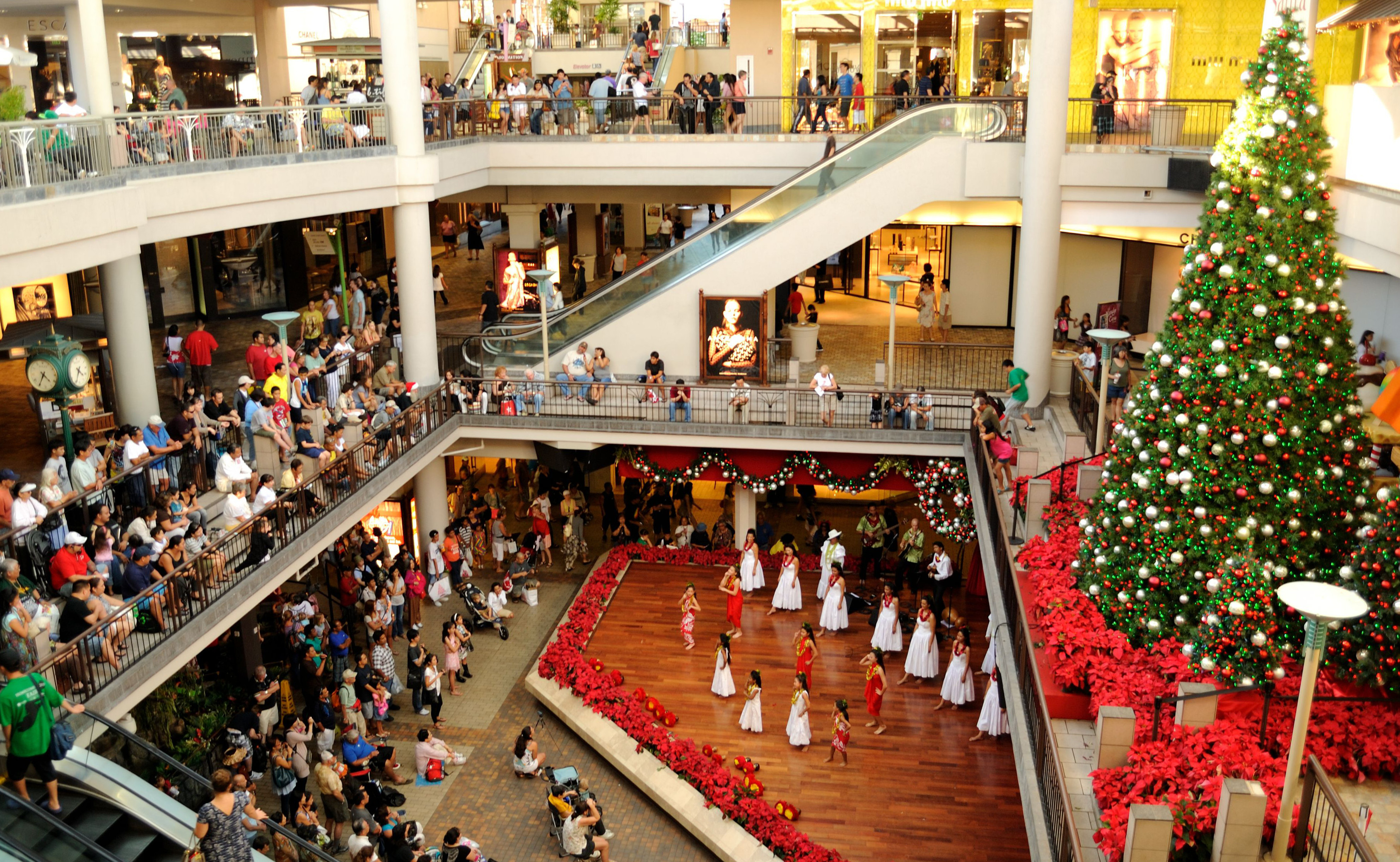
センターステージ

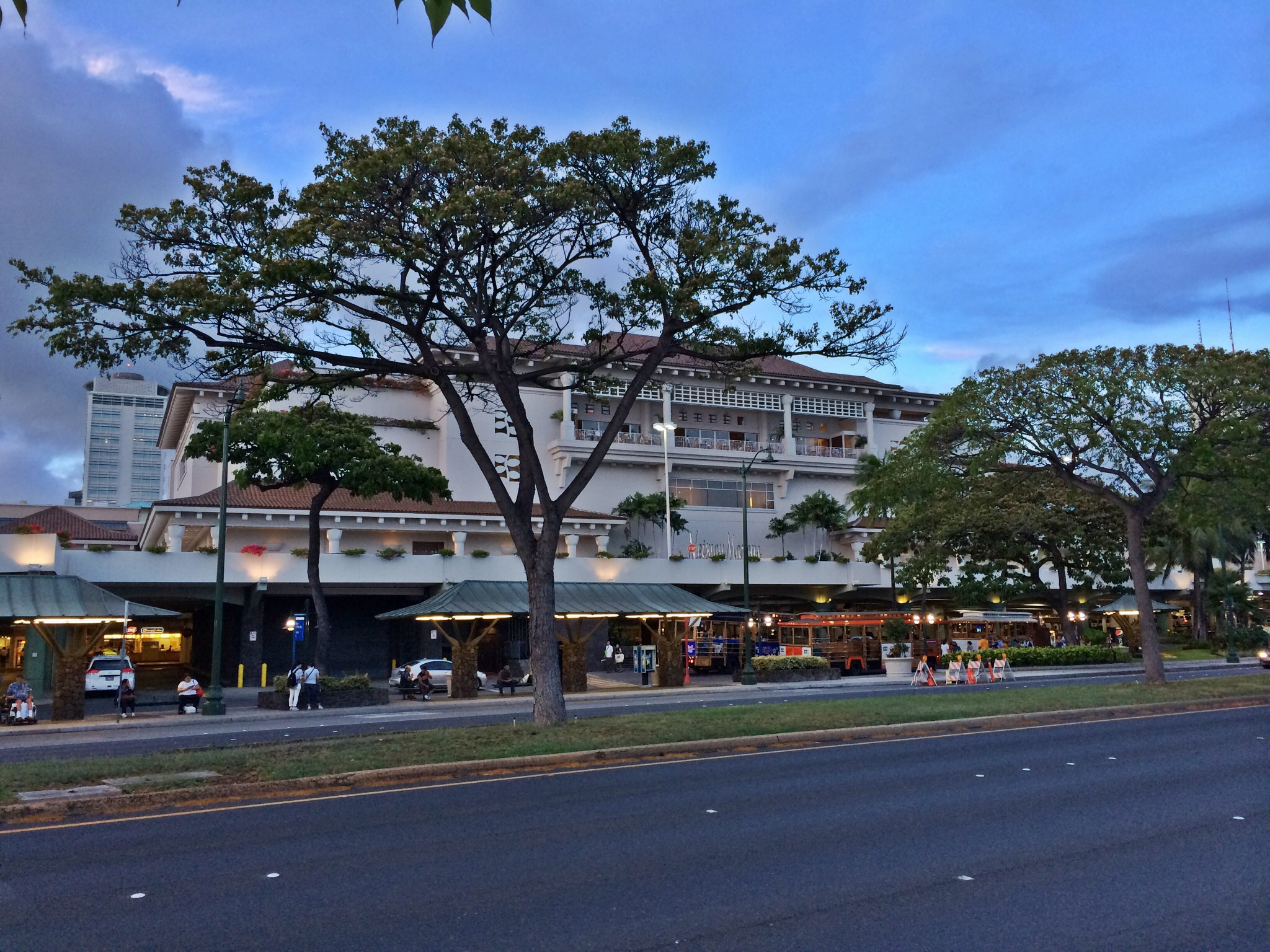
ニーマン・マーカス

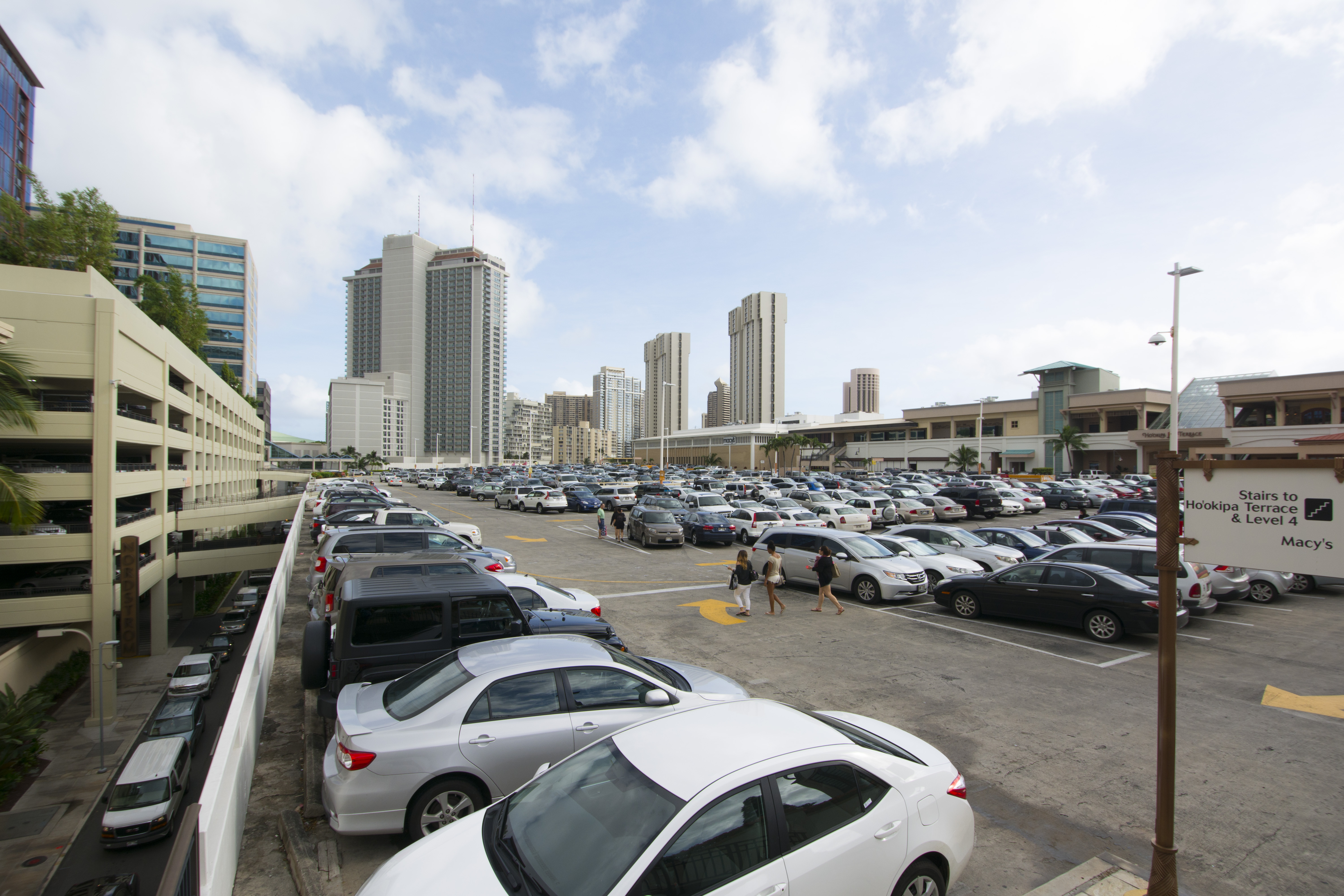
駐車場

アラモアナセンターでは、1966年と1990年の2回、大規模な拡張工事が行われている。また、1998年にはニーマン・マーカス、2008年にはノードストロームと、高級デパートや高級コンドミニアムが相次いで開業するなど、漸次規模を拡大している。

### デパート・スーパーマーケット
- メイシーズ（Macy's）
- ニーマン・マーカス（Neiman Marcus）
- ノードストローム（Nordstrom）2008年3月7日開業
- Foodland（食料品スーパー）
- Long's Drugs（ドラッグストアー）

### 宝飾品
- ブルガリ
- カルティエ
- フォリフォリ
- ハリー・ウィンストン
- スワロフスキー

他

### 衣類
- アバクロンビー&フィッチ
- バリー
- バーバリー
- バナナ・リパブリック
- シャネル
- コーチ
- Crazy Shirts
- DIESEL
- ディオール
- ダナ・キャラン
- アルマーニ
- ギャップ
- グッチ
- エルメス
- ルイ・ヴィトン
- マイケル・コース
- Old Navy
- プラダ、ミュウミュウ
- ラルフ・ローレン
- Reyn's（アロハシャツ）
- セントジョン（英語版）
- 7 For All Mankind

他

### 化粧品
- MAC
- Origins

他

### その他
- ABC Store（コンビニエンスストア）
- Compleat Kitchen（調理器具他）
- FootLocker（スポーツ関連アパレル・靴）
- L'epicier（紅茶専門店。日本のチェーン店の支店）
- Martin & McArthur（ハワイ産木製品専門店）
- Williams Sonoma（調理器具他）
- Petland（ペットショップ）
- K・B Toys（おもちゃ屋）

他

### 飲食店
- Asagio
- Bubba Gump Shrimp
- California Pizza Kitchen
- 元気寿司
- Honolulu Coffee Co.
- Mai Tai Bar
- MARIPOSA（ニーマン・マーカス内）
- マクドナルド
- Morton's Steak House
- Pineapple Room（Macy's内）
- リンガーハット
- Uncle Clay's House of Pure Aloha (ホパ)
- スターバックス
- 田中オブ東京

他
また、1階海側に、マカイ・マーケット・プレイス（Makai Market Place）という世界最大規模のフードコートがある。
- Jack in the Box
- CoCo壱番屋
- Sbarro
- Panda Express

など

### 公共サービス
- 郵便局
- ホノルル市役所出張所

## 交通

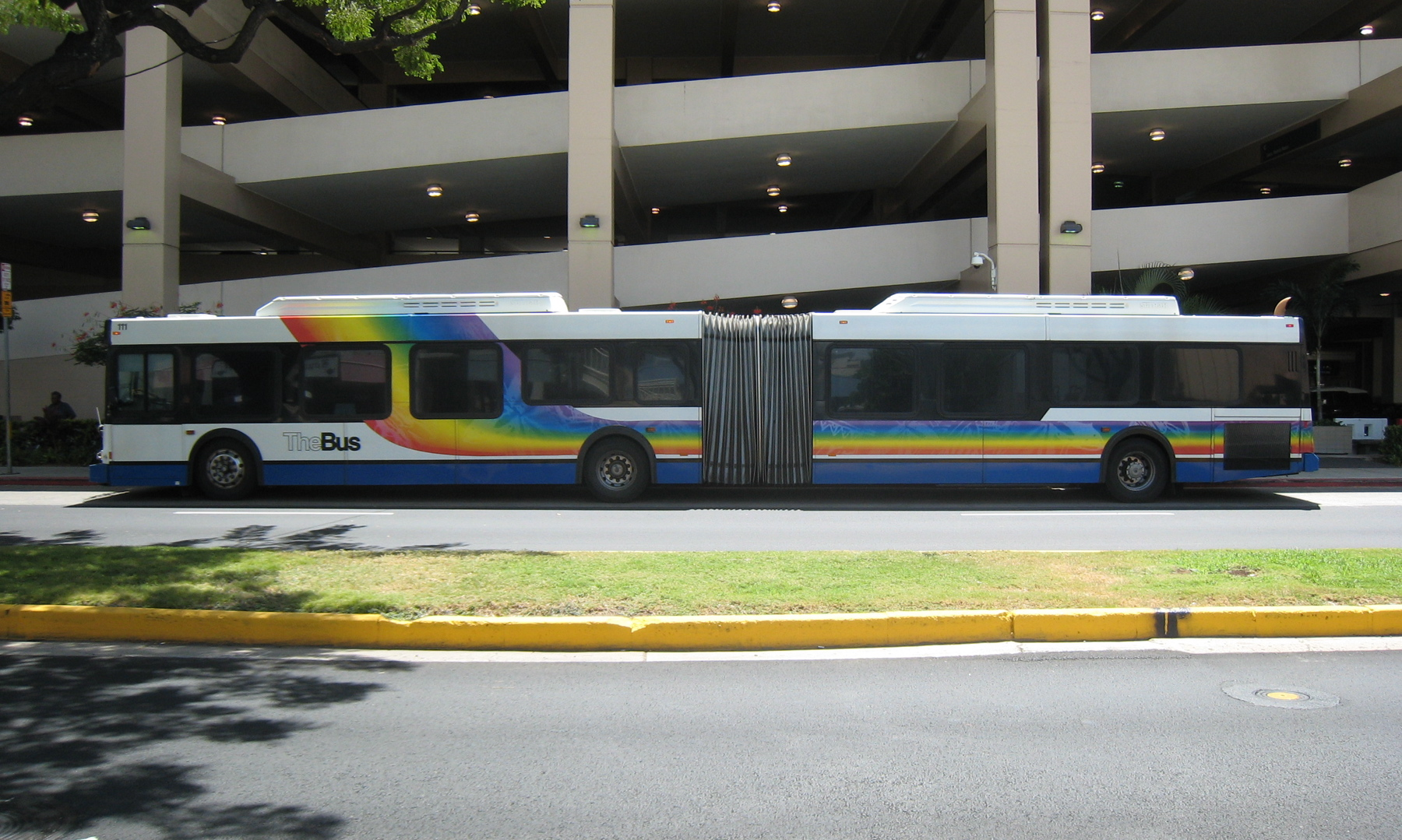
TheBus

アラモアナセンターはホノルル市の公営バス、「TheBus」の主要なターミナルである。アラモアナセンターはホノルルの公共輸送システムの中心でありオアフ島のすべての場所からの路線によってアクセスされている。アラモアナセンターは1日平均市営バス2,100台及びツアーバス45台がアクセスしている。
センター内にはタクシー乗り場のほか、「ワイキキトロリー」や「JTB'OLI 'OLIトロリー」の停留所がある。なお駐車場はすべて無料で、障害者用駐車場も用意されている。